# Aptostichus simus
Espèce
Aptostichus simus est une espèce d'araignées mygalomorphes de la famille des Euctenizidae.

## Distribution
Cette espèce se rencontre aux États-Unis en Californie dans les comtés de Santa Cruz, de Monterey, de San Luis Obispo, de Santa Barbara, de Ventura, de Los Angeles, d'Orange et de San Diego et au Mexique en Basse-Californie à El Descanso,.

## Publication originale
- Chamberlin, 1917 : New spiders of the family Aviculariidae. Bulletin of the Museum of Comparative Zoology, Harvard, vol. 61, p. 25-75 (texte intégral).